# Spray Lakes Reservoir
Le Spray Lakes Reservoir est un lac de barrage de l'Alberta, au Canada. Il est situé au sein du parc provincial de Spray Valley.